# 3e régiment de dragons (Autriche-Hongrie)
Pour les articles homonymes, voir 3e régiment.
Pour le régiment de dragons autrichiens portant le numéro 3 avant 1867, voir 11e régiment de dragons (Autriche-Hongrie).
Le 3e régiment de dragons, connu à partir de 1905 comme 3e régiment de dragons « Frédéric-Auguste roi de Saxe », est une unité de l'Armée commune austro-hongroise. Cette unité a été créée en 1768 par Albert de Saxe-Teschen et est dissoute en 1918.

## Création et différentes dénominations
- 1768 : formation du 1er régiment de carabiniers (1. Carabinier-Regiment)[1],[2]
- 1798 : devient 3e régiment de cuirassiers (Kürassier-Regiment Nr 3)[1]
- 1867 : devient 3e régiment de dragons (Dragoner-Regiment Nr 3)[1]
- 1918 : dissous

Jusqu'en 1915, le régiment est désigné par son numéro suivi du nom du colonel.

## Uniforme
Le 1er régiment de carabiniers porte un uniforme blanc avec la couleur distinctive rouge foncé et des boutons jaunes. Le 3e régiment de cuirassiers reprend ces couleurs,. Les hommes continuent de porter le tricorne à la bordure dorée des carabiniers quelque temps après 1798. Devenu 3e régiment de dragons de l'Armée commune (KuK) en 1867, il garde la couleur distinctive rouge foncé et les boutons jaunes.